# Austro-Daimler Sascha
L'Austro-Daimler Sascha est une automobile de course du fabricant autrichien Austro-Daimler conçue par Ferdinand Porsche et fabriqué en trois exemplaires en 1922.  

## Historique
Au début des années 1920, Ferdinand Porsche créa cette voiture de course « Sascha » doté d'un moteur d'1,3 litre, commandée et financée par le Comte Alexander « Sascha » Kolowrat, un riche producteur de films autrichien, et construit chez Austro-Daimler. 
Trois de ces petites voitures sont engagées à la Targa Florio, en avril 1922. Ferdinand Porsche tenta de convaincre le conseil d'administration d'Austro-Daimler de fabriquer la petite Sascha en série mais en vain ; il claque la porte et part en Allemagne en 1923 pour travailler chez Daimler Motoren Gesellschaft avec Paul Daimler à Stuttgart.
Le pilote allemand Gregor « Fritz » Kuhn se tuera à son volant à Monza aux essais du Grand Prix automobile d'Italie 1922.